# تامسين إيغرتون
تامسين أوليفيا إيغرتون (بالإنجليزية: Tamsin Olivia Egerton)‏ وهي ممثلة وعارضة أزياء إنجليزية بريطانية ولدت في يوم 26 نوفمبر 1988 في مدينة بورتسموث في هامبشير في إنجلترا في المملكة المتحدة، مثلت في فلم Keeping Mum مع روان أتكينسون في 2005 ومثلت في مسلسل كاميلوت في 2012.

## روابط خارجية
- تامسين إيغرتون على موقع IMDb (الإنجليزية)
- تامسين إيغرتون على موقع روتن توميتوز (الإنجليزية)
- تامسين إيغرتون على موقع ألو سيني (الفرنسية)
- تامسين إيغرتون على موقع ميوزك برينز (الإنجليزية)
- تامسين إيغرتون على موقع أول موفي (الإنجليزية)
- تامسين إيغرتون على موقع قاعدة بيانات الأفلام السويدية (السويدية)
- تامسين إيغرتون على موقع قاعدة بيانات الفيلم (الإنجليزية)
- تامسين إيغرتون على موقع كينوبويسك (الروسية)